# Steven Gerrard
Steven George Gerrard, MBE (Whiston, Merseyside, Anglaterra, 30 de maig del 1980) és un entrenador de futbol i exfutbolista professional anglès, actualment entrenant l'Al-Ittifaq de l'Àrabia Saudita. Destacava per la seva polivalència que li permetia jugar de migcampista o com a segona punta, i per la seva habilitat en la recuperació de la pilota, les passades i el seu potent xut. Steven Gerrard és considerat una llegenda del club anglès Liverpool FC, on va estar-hi durant 26 anys, 17 d'ells com a jugador professional del primer equip. El seu últim club va ser Los Angeles Galaxy de la Major League Soccer (MLS) dels Estats Units. El 4 de maig del 2018 es va anunciar el seu fitxatge com a tècnic del Glasgow Rangers, per a les 4 pròximes temporades. L'11 de novembre del 2021, l'Aston Villa va pagar la clàusula de recisió de Gerrard i es va convertir en el nou entrenador del club, però després de només 11 mesos al càrrec, va ser destituït a causa d'una mala ratxa de resultats. El 3 de juliol de 2023 es va convertir en el nou entrenador de l'Al-Ittifaq FC de la Lliga saudita. Va marxar de mutu acord el 29 de gener de 2025.

## Liverpool FC
Al novembre del 1998 es va produir el seu debut amb el primer equip, concretament com a suplent davant el Blackburn Rovers FC. Poc després en el seu debut en la titularitat, en un partit de la Copa de la UEFA, davant el Celta de Vigo va posar de manifest la seva eficàcia i la seva regularitat, tant en la recuperació de la pilota com en el joc d'atac.
En la campanya 2000/01 va viure un any d'or per als interessos del conjunt d'Anfield, ja que amb Gerrard com un dels seus jugadors més destacats, el Liverpool va conquistar la Copa anglesa, la Copa de la Lliga i la Copa de la UEFA, en una final en què Steven va marcar el segon gol del seu equip en una victòria per 5-4 en la final davant l'Alabès. Aquest mateix any un gol seu marcat davant el Manchester United FC al març del 2001 va ser triat com el millor gol tant del Liverpool com de la Premiership. Va ser nomenat Promesa de l'Any el 2001.
En les files del Liverpool malgrat la seva edat ja duu molts anys demostrant que és el valor més ferm que posseeix el conjunt anglès, no en va és el capità des de l'any 2003 i el jugador amb més pes en l'equip. La seva versatilitat i polivalència i la seva arribada ho han convertit en un dels millors centrecampistes del futbol anglès i del món.
Va conquistar la seva segona Copa d'Anglaterra a Cardiff el març de 2003, en una trobada en què Gerrard va obrir el camí de la victòria del seu equip marcant el primer gol de la victòria 2 a 0 sobre el Manchester City FC. Va guanyar la Champions League de la campanya 2004-2005, on un gol seu va obrir la remuntada quan el Liverpool FC anava perdent 3-0 per a igualar el marcador a tres, i forçar pròrroga i penals en la final contra l'AC Milan. El mateix any 2005, també va guanyar la Supercopa d'Europa davant del CSKA Moscou. L'any 2006 el conjunt red es va alçar amb la Copa anglesa de futbol després d'una èpica remuntada en la final contra el West Ham FC en la qual Gerrard va liderar l'equip forçant la prórroga amb dos gols que li van valer el premi de millor jugador de la final.
Va renovar contracte amb els reds fins al 30 de juny de 2011.

## Clubs
| Club               | País         | Any         |
| ------------------ | ------------ | ----------- |
| Liverpool FC       | Anglaterra   | 1998 - 2015 |
| Los Angeles Galaxy | Estats Units | 2015 - 2016 |

## Internacional
Va debutar amb la Selecció anglesa absoluta el 31 de maig del 2000. Va jugar un partit de l'Eurocopa 2000 però una lesió el va deixar fora del Mundial 2002 disputat a Corea i Japó. Va participar en l'Eurocopa 2004 formant un històric i potent mig del camp juntament amb Paul Scholes, David Beckham i Frank Lampard. En el Mundial 2006 va ser el màxim golejador d'Anglaterra amb 2 gols i va ser capità de la selecció durant el Mundial 2010 per absència per lesió de Rio Ferdinand, llavors primer capità. Abans de la celebració de l'Eurocopa 2012 va ser designat primer capità de la Selecció anglesa.

### Participacions en Copes del Món i Eurocopes
| Torneig                        | Seu                   | Resultat         |
| ------------------------------ | --------------------- | ---------------- |
| Eurocopa 2000                  | Bèlgica Països Baixos | Fase de grups    |
| Eurocopa 2004                  | Portugal              | Quarts de final  |
| Copa del Món de Futbol de 2006 | Alemanya              | Quarts de final  |
| Copa del Món de Futbol de 2010 | Sud-àfrica            | Vuitens de final |
| Eurocopa 2012                  | Polònia Ucraïna       | Quarts de final  |
| Copa del Món de Futbol de 2014 | Brasil                | Fase de grups    |

## Estadístiques

### Club
Actualitzades fins a l'11 de juliol de 2015
| Club         | Temporada | Premiership | Premiership | FA Cup  | FA Cup | League Cup | League Cup | Europa  | Europa | Altres  | Altres | Total   | Total |
| Club         | Temporada | Partits     | Gols        | Partits | Gols   | Partits    | Gols       | Partits | Gols   | Partits | Gols   | Partits | Gols  |
| ------------ | --------- | ----------- | ----------- | ------- | ------ | ---------- | ---------- | ------- | ------ | ------- | ------ | ------- | ----- |
| Liverpool FC | 1998-99   | 12          | 0           | 0       | 0      | 0          | 0          | 1       | 0      | 0       | 0      | 13      | 0     |
| Liverpool FC | 1999-00   | 29          | 1           | 2       | 0      | 0          | 0          | 0       | 0      | 0       | 0      | 31      | 1     |
| Liverpool FC | 2000-01   | 33          | 7           | 4       | 1      | 4          | 0          | 9       | 2      | 0       | 0      | 50      | 10    |
| Liverpool FC | 2001-02   | 28          | 3           | 2       | 0      | 0          | 0          | 15      | 1      | 0       | 0      | 45      | 4     |
| Liverpool FC | 2002-03   | 34          | 5           | 2       | 0      | 6          | 2          | 11      | 0      | 1       | 0      | 54      | 7     |
| Liverpool FC | 2003-04   | 34          | 4           | 3       | 0      | 2          | 0          | 8       | 2      | 0       | 0      | 47      | 6     |
| Liverpool FC | 2004-05   | 30          | 7           | 0       | 0      | 3          | 2          | 10      | 4      | 0       | 0      | 43      | 13    |
| Liverpool FC | 2005-06   | 32          | 10          | 6       | 4      | 1          | 1          | 12      | 7      | 2       | 1      | 53      | 23    |
| Liverpool FC | 2006-07   | 36          | 7           | 1       | 0      | 1          | 1          | 12      | 3      | 1       | 0      | 51      | 11    |
| Liverpool FC | 2007-08   | 34          | 11          | 3       | 3      | 2          | 1          | 13      | 6      | 0       | 0      | 52      | 21    |
| Liverpool FC | 2008-09   | 31          | 16          | 3       | 1      | 0          | 0          | 10      | 7      | 0       | 0      | 44      | 24    |
| Liverpool FC | 2009-10   | 33          | 9           | 2       | 1      | 1          | 0          | 13      | 2      | 0       | 0      | 49      | 12    |
| Liverpool FC | 2010-11   | 21          | 4           | 1       | 0      | 0          | 0          | 2       | 4      | 0       | 0      | 24      | 8     |
| Liverpool FC | 2011-12   | 18          | 5           | 6       | 2      | 4          | 2          | 0       | 0      | 0       | 0      | 28      | 9     |
| Liverpool FC | 2012-13   | 36          | 9           | 1       | 0      | 1          | 0          | 8       | 1      | 0       | 0      | 46      | 10    |
| Liverpool FC | 2013-14   | 34          | 13          | 3       | 1      | 1          | 0          | 0       | 0      | 0       | 0      | 39      | 14    |
| Liverpool FC | 2014-15   | 29          | 9           | 3       | 2      | 3          | 0          | 6       | 2      | 0       | 0      | 41      | 13    |
| Total        |           | 504         | 120         | 42      | 15     | 30         | 9          | 130     | 41     | 4       | 1      | 710     | 186   |

### Internacional
Actualitzades fins a l'11 de juliol de 2015
| Selecció anglesa | Selecció anglesa | Selecció anglesa |
| Any              | Partits          | Gols             |
| ---------------- | ---------------- | ---------------- |
| 2000             | 2                | 0                |
| 2001             | 6                | 1                |
| 2002             | 5                | 1                |
| 2003             | 8                | 1                |
| 2004             | 10               | 2                |
| 2005             | 8                | 1                |
| 2006             | 13               | 4                |
| 2007             | 11               | 2                |
| 2008             | 7                | 2                |
| 2009             | 7                | 2                |
| 2010             | 12               | 3                |
| 2011             | 0                | 0                |
| 2012             | 11               | 0                |
| 2013             | 3                | 0                |
| 2014             | 14               | 2                |
| Total            | 117              | 21               |

## Palmarès

### Com a jugador

#### Trofeus nacionals
| Títol            | Club         | Pais       | Any  |
| ---------------- | ------------ | ---------- | ---- |
| Carling Cup      | Liverpool FC | Anglaterra | 2001 |
| FA Cup           | Liverpool FC | Anglaterra | 2001 |
| Charity Shield   | Liverpool FC | Anglaterra | 2001 |
| Carling Cup      | Liverpool FC | Anglaterra | 2003 |
| FA Cup           | Liverpool FC | Anglaterra | 2006 |
| Community Shield | Liverpool FC | Anglaterra | 2006 |
| Carling Cup      | Liverpool FC | Anglaterra | 2012 |

#### Trofeus internacionals
| Títol              | Club         | Pais       | Any  |
| ------------------ | ------------ | ---------- | ---- |
| Copa de la UEFA    | Liverpool FC | Anglaterra | 2001 |
| Supercopa d'Europa | Liverpool FC | Anglaterra | 2001 |
| Champions League   | Liverpool FC | Anglaterra | 2005 |
| Supercopa d'Europa | Liverpool FC | Anglaterra | 2005 |

### Com a entrenador

#### Trofeus nacionals
| Títol          | Club       | Pais    | Any  |
| -------------- | ---------- | ------- | ---- |
| Lliga escocesa | Rangers FC | Escòcia | 2021 |